# Aulendorf
Aulendorf est une ville allemande située dans l’arrondissement de Ravensbourg. Aulendorf est jumelée avec Conches-en-Ouche. Aulendorf était[Quand ?] et est un important nœud ferroviaire. Le Musée du château fait partie de l'ensemble Landesmuseum Württemberg et contient notamment une collection de jouets.

## Les lignes historiques et actuelles de chemins de fer de Aulendorf

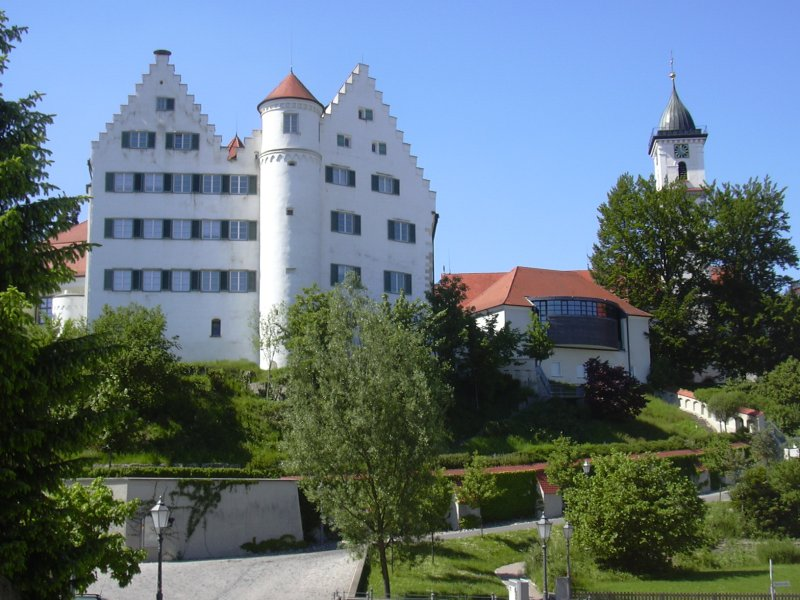
Le château est un des musées du Landesmuseum Württemberg

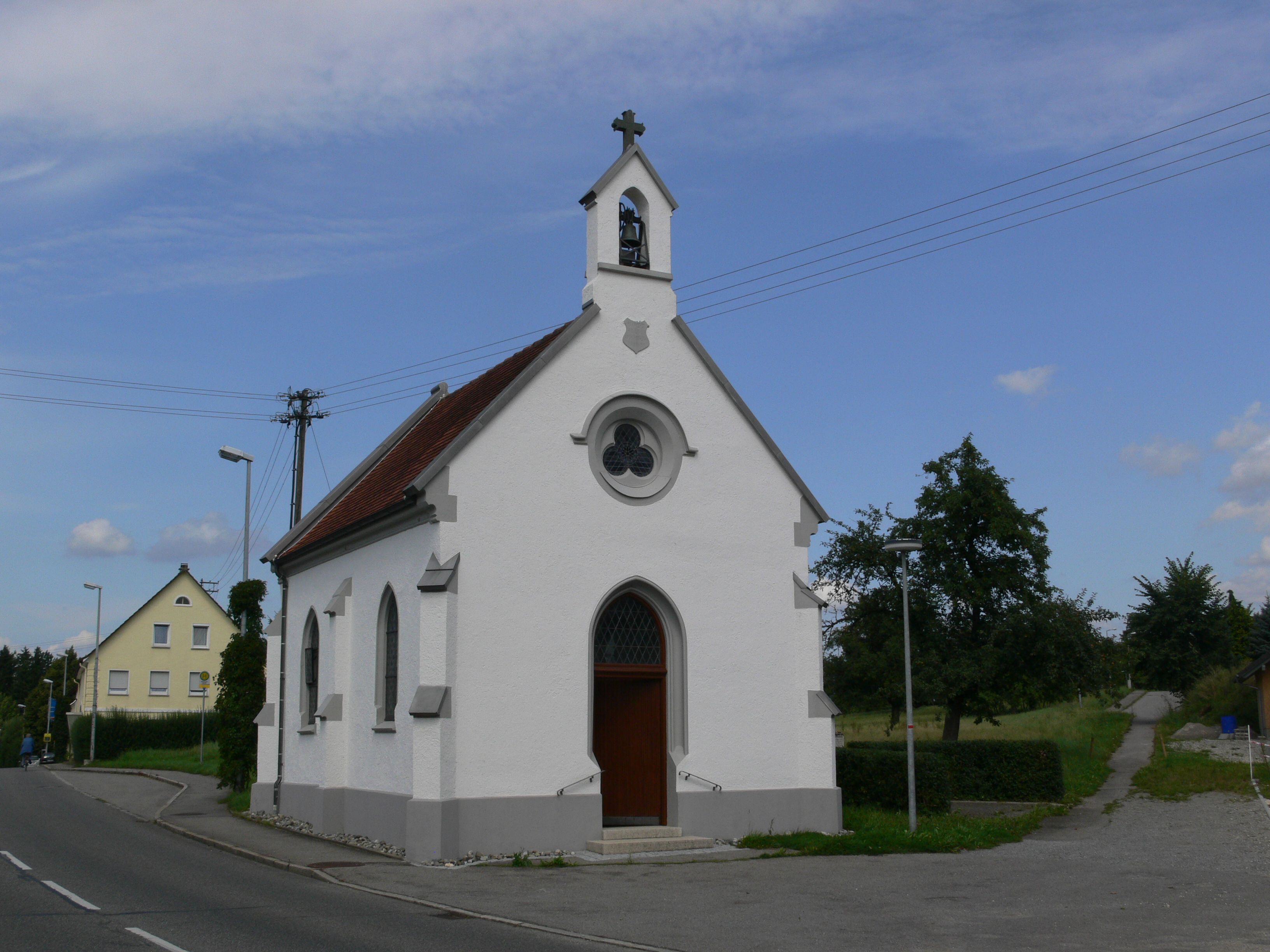
La chapelle Saint-Georges.

- Zollernalbbahn
- Allgäubahn (Württemberg)
- Südbahn (Württemberg)